# Convenção de Zonhoven

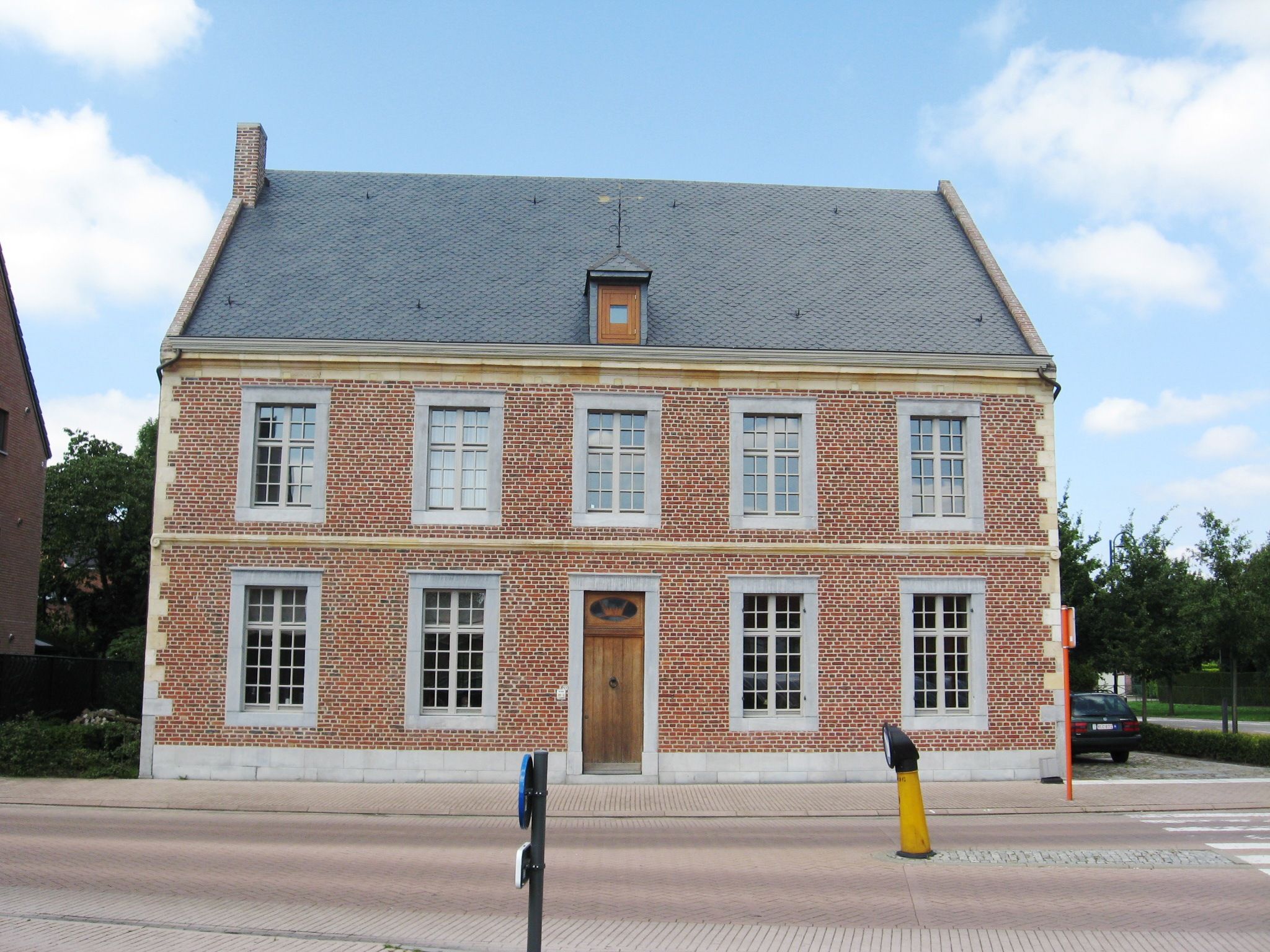
De Franse Kroon, casa onde foi assinado o tratado ou convenção de Zonhoven em 1833

A Convenção de Zonhoven ou Tratado de Zonhoven foi um tratado assinado pelo Reino Unido dos Países Baixos e pela Bélgica na comuna de Limburgo, em 18 de novembro de 1833. A particularidade deste tratado é que o governo neerlandês ainda não reconhecera oficialmente o Estado belga em 1833 e que os dois lados ainda estavam em estado de guerra.
Em 21 de maio de 1833, a Bélgica e os Países Baixos já se tinham comprometido, por convenção, a alargar indefinidamente o armistício, a respeitar o status quo militar e a garantir a livre navegação no rio Meuse e no rio Scheldt.
As negociações entre a Bélgica e os Países Baixos começaram em 12 de julho de 1833. Após uma reunião de conciliação antes do Castelo de Vogelsanck, o tratado foi concluído em 18 de novembro de 1833 numa histórica mansão chamada De Franse Kroon (A Coroa Francesa).
A Convenção de Zonhoven regulava o tráfego de e para Maastricht, o único lugar em Limburgo que ainda estava sob o domínio neerlandês em 1833. Para tal, foi criado um corredor militar que ligava Budel (Brabant-Septentrional) e Maastricht para permitir que as tropas holandesas se movimentassem livremente 